# AGBO Studios
 (juin 2023).
AGBO Studios est une société américaine de production cinématographique et télévisuelle dirigée par Anthony et Joe Russo. Dans le cadre de sa division AGBO, la société est responsable de séries télévisées comme Deadly Class et Aux quatre coins de la comédie (en) de Larry Charles aux côtés de longs métrages tels que Manhattan Lockdown ou Cherry.

## Histoire
Le 27 mars 2015, les frères Russo forment AGBO Studios et embauchent Mike Larocca (en)comme président de la production. En novembre 2015, il est annoncé que les frères Russo coproduiront Deadly Class avec le créateur Rick Remender pour Syfy.
Le 27 mars 2018, AGBO Studios s'associe à Tension Experience de Darren Lynn Bousman pour développer des « théâtres immersifs », des expositions de réalité virtuelle et des salles d'évasion. Le 7 juin 2018, AGBO Studios conclut son premier contrat de télévision global avec Josh Appelbaum, André Nemec, Jeff Pinkner et Scott Rosenberg la société de production de Midnight Radio, l'un des spectacles est Citadel. Le 24 août 2018, les frères Russo choisissent et dirigent Cherry pour Netflix.
Le 30 août 2018, il est annoncé qu'AGBO coproduira 17 Bridges de Brian Kirk pour STX Entertainment et sera présenté en première le 17 juillet 2019. Le film est retitré 21 Bridges et sa sortie repoussée au 22 novembre 2019,. Il sort en France sous le titre Manhattan Lockdown.
Le 31 août 2018, il est annoncé que Sam Hargrave tournera à Dacca à partir d'un scénario de Joe Russo. Chris Hemsworth tient la tête d'affiche du film, dont le nom est changé pour Out of the Fire, avant que le titre final du film ne soit révélé être Extraction et Tyler Rake en France,,.
Le 15 février 2019, AGBO produit la série documentaire Dangerous World of Comedy de Larry Charles pour Netflix. Le 10 mars 2020, le film produit par AGBO, Relic, est acquis par IFC Midnight.

### Projets annoncés
En mai 2016, AGBO annonce produire un film axé sur le Scandale de Cambridge Analytica avec David Gordon Green en pourparlers pour la réalisation et Christopher Markus et Stephen McFeely pour le scénario, avec Christopher Wylie comme personnage principal. Matt Shakman serait finalement le réalisateur choisi pour diriger le film sur le scandale de Cambridge Analytica.[réf. nécessaire]
En juin 2018, AGBO a opté pour l'adaptation cinématographique du roman d'Alex North, The Whisper Man, avec Mike Larocca et Malcolm Gray produisant via AGBO. Le 3 août 2018, AGBO produira le script de John Brancato, The Last Neanderthal avec Terry Notary, qui fera ses débuts de réalisateur avec ce film. Le 30 août 2018, Anthony et Joe Russo s'apprêtent à produire un film d'action de science-fiction realisé par les Daniels, Everything Everywhere All at Once, avec A24 Films comme distributeur.
Le 20 mars 2019, AGBO a acquis le script All Fun And Games de J. J. Braider. En mai 2019, Anthony et Joe Russo annoncent la production du remake de L'Affaire Thomas Crown (1968) avec Michael B. Jordan pour MGM, et d'autres remakes,. Le 17 mai 2019, AGBO annonce coproduire la comédie policière avec Chris Hemsworth et Tiffany Haddish, Down Under Cover, tandis que Paramount Pictures distribuera et la production commencera en février 2020. En juin 2019, AGBO annonce produire la série animée Magic: The Gathering pour Netflix, et potentiellement une version live. Le 19 juillet 2019, AGBO annonce produire une adaptation américaine de Battle of the Planets et la série télévisée d’Amazon Prime Video basée sur Grimjack,. Les frères Russo annoncent également la production un remake d’Hercule pour Disney.
En juillet 2020, Netflix annonce une nouvelle collaboration avec les frères Russo pour réaliser l’adaptation du roman The Gray Man, scénarisée par Christopher Markus et Stephen McFeely, avec Chris Evans et Ryan Gosling en tant que premiers rôles, un film qu’ils devaient déjà réaliser à l’époque pour le compte de Sony Pictures Entertainment en 2016,. Le film est présenté comme le film le plus coûteux de Netflix, pour un budget approximatif de plus de 200 millions de dollars.

## Productions

### Films
- 2018 : Assassination Nation de Sam Levinson
- 2019 : Manhattan Lockdown (21 Bridges) de Brian Kirk
- 2019 : Mosul de Matthew Michael Carnahan
- 2020 : Relic de Natalie Erika James
- 2020 : Tyler Rake (Extraction) de Sam Hargrave
- 2021 : Cherry d'Anthony et Joe Russo
- 2022 : Everything Everywhere All at Once de Daniel Kwan et Daniel Scheinert
- 2022 : The Gray Man d'Anthony et Joe Russo
- 2023 : Tyler Rake 2 (Extraction 2) de Sam Hargrave
- 2023 : All Fun and Games d'Ari Costa et Eren Celeboglu
- 2025 : La Légende d'Ochi (The Legend of Ochi) d'Isaiah Saxon
- 2025 : The Electric State d'Anthony et Joe Russo
- 2026 : Avengers: Doomsday d'Anthony et Joe Russo

### Séries télévisées
- 2019 : Deadly Class de Rick Remender et Miles Orion Feldsott
- 2019 : Larry Charles' Dangerous World of Comedy de Larry Charles
- 2022 : From
- 2023 : Citadel de Josh Appelbaum et Bryan Oh
- 2024 : Citadel : Diana d'Alessandro Fabbri
- 2024 : Citadel : Honey Bunny